# マックス・ノイキルヒナー
マックス・ノイキルヒナー (Max Neukirchner, 1983年4月20日 - ) は、ドイツのオートバイレーサー。 ザクセン州エルツゲビルクス郡Stollberg出身。2005年から2010年までスーパーバイク世界選手権に参戦した。2011年はロードレース世界選手権Moto2クラスに参戦する。

## 経歴

### キャリア初期
1987年から3年連続でロードレース東ドイツ選手権250ccクラスチャンピオンとなり、1994年にはロードレース世界選手権500ccクラスに参戦したロタール・ノイキルヒナーを父に持つマックスは、幼いときからトライアルやモトクロスで経験を積んだ。
1997年、14歳のとき初めてのロードレースとしてADACジュニアカップに、父が率いる「チーム・ノイキルヒナー・レーシング」から参戦、アプリリアの125ccマシンを駆った。1999年からはドイツロードレース選手権(IDM)125ccクラスに参戦、翌2000年には同選手権250ccクラスにステップアップし、2002年にはシリーズランキング2位を記録した。
2003年にはヨーロッパ選手権の250ccクラスで、日本の関口太郎、フィンランドのヴェサ・カリオ（ミカ・カリオの兄）に次ぐランキング3位を記録した。また2001年から2003年にかけては毎年ワイルドカード枠でロードレース世界選手権ドイツGP250ccクラスのレースに参戦、2003年には15位で完走し初ポイントを獲得している。

### スーパースポーツ世界選手権 (2004)
2004年、ノイキルヒナーはクラフィ・チームでホンダ・CBR600RRを駆ってスーパースポーツ世界選手権(WSS)に参戦した。この年ノイキルヒナーは地元オッシャースレーベンで5位に入ったのが最高位、63ポイントを獲得しシリーズランキング9位を記録した。

### スーパーバイク世界選手権 (2005 -2010)
引き続きクラフィ・チームに所属した2005年シーズンはホンダ・CBR1000RRを駆り、ベテランのピエールフランチェスコ・キリをチームメイトにスーパーバイク世界選手権(SBK)にステップアップを果たすこととなった。ノイキルヒナーは第2戦フィリップアイランドのレース2で早くも初表彰台(3位)を獲得した。第3戦バレンシアでの大きなクラッシュで手を骨折し、その後はしばらく調子を崩すものの、シーズン後半は安定した成績を残し、年間ランキング12位でルーキーイヤーを終えた
2006年もクラフィ・チームに残留する予定だったが、チームは2台体制を維持するための資金を用意できなかったため、MotoGPから移ってきたアレックス・バロスにシートを奪われる形となってしまった。そこでノイキルヒナーはチーム・ペデルチーニに移籍し2気筒のドゥカティ・999を駆ることとなった。開幕戦カタールでは10位入賞を果たすものの、その後は成績は低迷し、第5戦を終えた時点でチームを去った。その後はしばらく失業状態が続いたが、第9戦アッセンからはファビアン・フォレに代わってスズキ・ワークスのアルスター・チームのシートを獲得、GSX-R1000を駆った初レースを6位でフィニッシュする活躍を見せ、この年のシリーズランキングは18位となった。
2007年はサテライトチームのスズキ・ジャーマニーから出場、1年落ちのワークス仕様のGSX-R1000 K6を駆ることとなった。この年ノイキルヒナーは第11戦地元ラウジッツのレース1でリタイヤを喫するまで、開幕から19レース連続で12位以上での完走を果たす安定度を見せた。最終戦マニクールでは負傷欠場の加賀山就臣の代役としてアルスター・チームから出場、レース1ではチームメイトのマックス・ビアッジを上回る4位でフィニッシュを果たし、年間ランキングでは9位と成績を伸ばした。またこの年の4月にはFIM世界耐久選手権の開幕戦であるル・マン24時間耐久ロードレースにスズキ・エンデュランス・レーシング・チームからウィリアム・コステス、ギヨーム・ディートリッヒと共に出場、見事総合優勝を果たした。
2008年はアルスター・チームのレギュラーライダーとして参戦。チームメイトの加賀山とフォンシ・ニエトが最新ワークス仕様のGSX-R1000 K8を駆った一方、ノイキルヒナーのマシンは前年のK7を改良したものだったが、第3戦バレンシアで自身初のポールポジションを獲得した。決勝レース1ではファイナルラップの最終コーナーまではトップを走行していたが、カルロス・チェカと接触して転倒、鎖骨を折ってしまった。しかし第4戦アッセンのレース1では自身2度目の3位表彰台を獲得、そして第5戦モンツァのレース1で芳賀紀行とのバトルを0.058秒差で制し、初勝利を遂げた。これはドイツ人ライダーとしても初のSBK優勝であった。その後も第8戦ミサノのレース1で2勝目を挙げるなど活躍を続けてスズキのエースライダーとしての地位を確立し、シリーズランキング5位の成績を残した。
2009年シーズンもアルスターに残留。開幕戦フィリップアイランドのレース1で2位表彰台に立つなど好調な滑り出しを見せていたが、第5戦モンツァのレース1のスタートで多重クラッシュに巻き込まれ、大腿骨骨折の重傷を負ってしまった。これによりノイキルヒナーは長期欠場を強いられることとなった。7月にはレース復帰を目指してイモラでの合同テストに参加したが、そこでも転倒を喫して椎骨を骨折してしまった結局このシーズンは実戦復帰を果たせないまま終えることとなり、序盤8レースのみの出走でシリーズ16位に終わった。
2010年シーズンに向けて、怪我の回復状況を不安視したアルスター・チームはノイキルヒナーとの契約を延長しないことを発表した。その後ノイキルヒナーはテンケイト・チームのシートを確保、再びホンダ・CBR1000RRを駆ってSBK6年目のシーズンを迎えた。しかしこの年、チームメイトのジョナサン・レイが4勝を挙げてシリーズ4位の成績を収めた一方、苦戦が続いたノイキルヒナーの最高位は第4戦アッセンでの9位に留まり、シリーズランキング18位に沈んでしまった。

### ロードレース世界選手権Moto2クラス (2011)
2011年、ノイキルヒナーは元グランプリライダーのマーチン・ウィマーがCEOを務めるMZチームから、ロードレース世界選手権Moto2クラスに参戦する。

## 主なレース戦績

### スーパースポーツ世界選手権
| シーズン | バイク           | 出走 | 優勝 | 表彰台 | PP | FL | ポイント | シリーズ順位 |
| -------- | ---------------- | ---- | ---- | ------ | -- | -- | -------- | ------------ |
| 2004年   | ホンダ・CBR600RR | 10   | 0    | 0      | 0  | 0  | 63       | 9位          |

### スーパーバイク世界選手権
| シーズン | バイク                              | 出走 | 優勝 | 表彰台 | PP | FL | ポイント | シリーズ順位 |
| -------- | ----------------------------------- | ---- | ---- | ------ | -- | -- | -------- | ------------ |
| 2005年   | ホンダ・CBR1000RR                   | 21   | 0    | 1      | 0  | 0  | 123      | 12位         |
| 2006年   | ドゥカティ・999RS スズキ・GSX-R1000 | 18   | 0    | 0      | 0  | 0  | 28       | 18位         |
| 2007年   | スズキ・GSX-R1000                   | 25   | 0    | 0      | 0  | 1  | 149      | 9位          |
| 2008年   | スズキ・GSX-R1000                   | 27   | 2    | 7      | 2  | 1  | 311      | 5位          |
| 2009年   | スズキ・GSX-R1000                   | 8    | 0    | 2      | 0  | 0  | 75       | 16位         |
| 2010年   | ホンダ・CBR1000RR                   | 26   | 0    | 0      | 0  | 0  | 54       | 18位         |
| 合計     |                                     | 125  | 2    | 10     | 2  | 2  | 740      |              |

### ロードレース世界選手権
| シーズン | クラス | バイク | 出走 | 優勝 | 表彰台 | PP | FL | ポイント | シリーズ順位 |
| -------- | ------ | ------ | ---- | ---- | ------ | -- | -- | -------- | ------------ |
| 2001年   | 250cc  | ホンダ | 1    | 0    | 0      | 0  | 0  | 0        | -            |
| 2002年   | 250cc  | ホンダ | 1    | 0    | 0      | 0  | 0  | 0        | -            |
| 2003年   | 250cc  | ホンダ | 1    | 0    | 0      | 0  | 0  | 1        | 31位         |
| 2011年   | Moto2  | FTR    |      |      |        |    |    |          |              |
| 合計     |        |        | 3    | 0    | 0      | 0  | 0  | 1        |              |